# Carl Christoffer Gjörwell

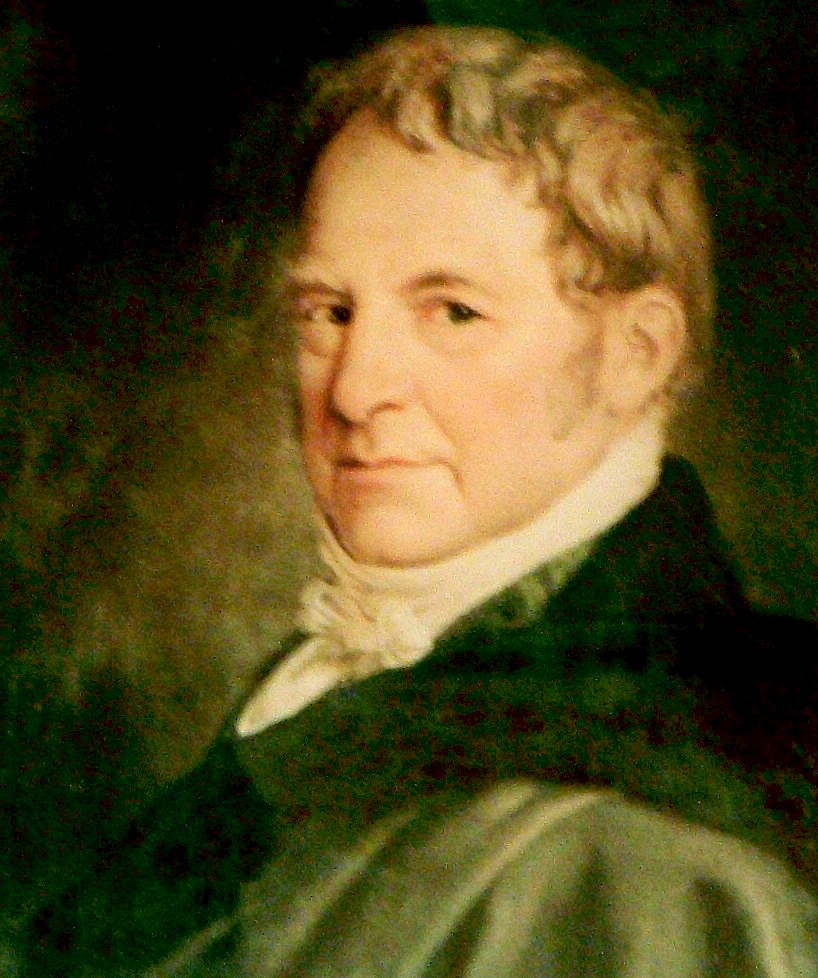
Carl Christoffer Gjörwell d.y.

Carl Christoffer Gjörwell (* 19. Januar 1766 in Stockholm; † 14. November 1837) war ein schwedischer Architekt.

## Leben
Gjörwell war der Sohn des gleichnamigen Publizisten Carl Christoffer Gjörwell (1731–1811). Er begann seine Ausbildung bei der Maler- und Bildhauerschule seiner Heimatstadt und wurde 1788 Schüler von Louis Jean Desprez, der gerade mit der Planung des gedachten großen Schlosses im Hagapark beschäftigt war. 1794 unternahm Gjörwell eine Studienreise, bei der er längere Zeit in Rom weilte. Nach seiner Rückkehr wurde er 1796 zweiter Stadtarchitekt nach Erik Palmstedt. Anfänglich konstruierte er Landhäuser und kleine herrschaftliche Sitze, doch er war auch an größeren Projekten, wie dem Umbau des Schlosses Karlberg zur Kriegsakademie beteiligt, obwohl Desprez weiterhin die Leitung innehatte.
Gjörwells erste umfangreichere vollständige Arbeit waren die Entwürfe für das neue Hauptgebäude der Akademie zu Turku, das 1802 bis 1815 unter Leitung seines Kollegen Charles Bassi errichtet wurde. 1803 wurde Gjörwell Palmstedts Nachfolger als leitender Stadtarchitekt in Stockholm und im gleichen Jahr wählte man ihn in die Kunstakademie. 1808 erhielt er den Professorentitel. In dieser Zeit entstanden das kleinere Schloss (heute: Haga slott) und der Echotempel (Ekotemplet) im Hagapark. Gjörwells letzte große Arbeit war das Garnisonskrankenhaus (heute: Provinzgericht) im Stadtteil Kungsholmen, welches 1834 fertiggestellt war. Weiterhin war er verantwortlich für eine Reihe von Altardekorationen, Kanzeln und Grabmonumenten.
In seinem architektonischen Stil entsprach Gjörwell seinem Lehrer Desprez, der eine französische Richtung vertrat, die zwischen 1760 und 1770 aufkam. Diese orientierte sich an der römischen Antike, wenn auch mit einer etwas übertriebenen Auffassung von Einfachheit und Strenge. Als Dekorateur war er von seinen Zeitgenossen hoch angesehen. Gjörwell schuf in seinen jungen Jahren auch einige Radierungen, die von seinem Vater in Büchern veröffentlicht wurden.